# ورزشگاه ال جیگانته دل نورته
ورزشگاه ال جیگانته دل نورته، یک ورزشگاه چند منظوره واقع در سالتا، آرژانتین، است، در حال حاضر بیشتر از آن برای مسابقات فوتبال استفاده می‌شود. این ورزشگاه ۲۵٬۰۰۰ نفر را در خود جای داده و در سال ۱۹۹۳ ساخته شده است.